# Janus luteipes
Janus luteipes är en stekelart som först beskrevs av Amédée Louis Michel Lepeletier 1823.  Janus luteipes ingår i släktet Janus, och familjen halmsteklar. Arten har ej påträffats i Sverige.